# Antonio Sancho de Benevento
Antonio Sancho de Benevento (Bénévent, royaume de Naples - Alfauir, royaume de Valence, XVIe siècle), est un artiste orfèvre de la renaissance espagnole et moine du monastère Saint-Jérôme de Cotalba,, près de Gandia (province de Valence).

## Œuvre
Son travail le plus remarquable est l'ostensoir ou custode du monastère Saint-Jérôme de Cotalba en 1548, considéré par les experts comme un des plus intéressants d'Espagne. Il a fallu sept ans pour terminer la custode, haute d'un mètre. Sa qualité et sa technique étaient comparables à la custode de la cathédrale Sainte-Marie de Tolède ou de la cathédrale de Saint-Jacques-de-Compostelle, qui sont parmi les meilleurs exemples de l'orfèvrerie de la renaissance espagnole. Ensuite, durant le désamortissement espagnol, la custode a été transférée à la collégiale Sainte-Marie de Gandia. Elle a été exposée à l'exposition internationale de 1929 de Barcelone. Elle a disparu au cours de la guerre civile espagnole.
Antonio Sancho de Benevento a réalisé d'autres œuvres comme des reliquaires, de l'orfèvrerie et des images de la Vierge Marie et de saint Jérôme, qui sont toutes disparues aujourd'hui.